# Pierre Vercauteren
Pierre Vercauteren est un politologue belge, né à Bruxelles, qui enseigne à l'Université catholique de Louvain (campus UCLouvain FUCaM Mons). Il est le fils de Jean Vercauteren et neveu de Paul Vercauteren, professeur de sociologie à l'UCLouvain.

## Biographie
Pierre Vercauteren est politologue et professeur en sciences politiques qui enseigne à l'UCLouvain FUCaM Mons. Il est licencié en relations internationales et administration publique (UCLouvain, 1984), diplômé en d'études européennes (UCLouvain, 1984) et docteur en sciences politiques et sociales (ULB, 1998) . Il est principalement connu pour ses interventions dans divers médias belges dont RTL-TVI, RTBF, La Libre Belgique, Le Soir, etc. Au même titre que d'autres politologues belges, il intervient régulièrement en tant que consultant dans le cadre d'émissions de télévision depuis les négociations en vue de la formation d'un gouvernement belge en 2003, en 2007 et 2010, ainsi que dans les diverses actions de ceux-ci. 
Il a été maître de conférence invité de 2000 à 2008 à l'université libre de Bruxelles où il a notamment enseigné le cours de "Global Governance".
Il est secrétaire général du réseau international de recherche REGIMEN (Réseau d'Étude sur la Globalisation et la Gouvernance Internationale et les Mutations de l'État et des Nations).
Il est membre du laboratoire de recherche LARGOTEC de l'Université Paris Est.